# Run (雪警樂團歌曲)
《Run》是北爱尔兰/苏格兰另类摇滚乐队雪警的一首情绪民谣，出自他们的第三张专辑《Final Straw》（2003年），2004年2月26日作为专辑的第二支单曲在英国发行。获得音乐界的积极评价，并登入英国单曲排行榜第五名。后被多次翻唱，其中包括Tre Lux, Three Graces, Damian McGinty, 以及在2008年11月30日将其翻唱作品发行的利昂娜·刘易斯。

## 歌曲背景
雪警乐队领衔者Gary Lightbody在2000年有了《Run》的初步构想。在与《Q杂志》的Michael Odell的访谈中，Lightbody表示这不是一首关于“做个孩子”（他通常阐述的思想）的歌曲，“我过去狂热吸毒。在格拉斯哥艺术学院（英语：Glasgow School of Art)的酒吧一晚，我从楼梯上狠狠摔下来，Jonny Quinn在楼梯井找到我的时候我的头上满是鲜血…… 头部磕破,眼睛睁不开，牙也磕掉了…… 在靠近Hillhead糟透了的小房子里试图摔断我的吉他之后不久便写了它。歌词’Light Up, Light Up‘对我而言犹如灯塔之光。”在2009年《每日邮报》的采访中，Lightbody又表示，“我们一无所有，仅格拉斯哥的一处公寓，还一直下雨。而在那个想象世界里，却遇见了更好的时光。”歌曲由Lightbody、Quinn、Nathan Connolly、Mark McClelland和Iain Archer共同创作。

## 音乐录像带
《Run》的音乐视频拍摄于2003年肯特郡的一处偏地。由Pual Gore导演，Suzie Morton制片，Ben Smithard拍摄，Tony Kearns编辑，Flynn制作公司于2003年10月首发。拍摄过程中，雪警乐队成员使用的红色火焰还一度引来当地的警察。